# Барбара Викс
Сью Кингсли (англ. Sue Kingsley), более известная по артистическому псевдониму Барбара Викс (англ. Barbara Weeks, 4 июля 1913 — 24 июня 2003) — американская киноактриса, получившая наибольшую известность за участие в вестернах.

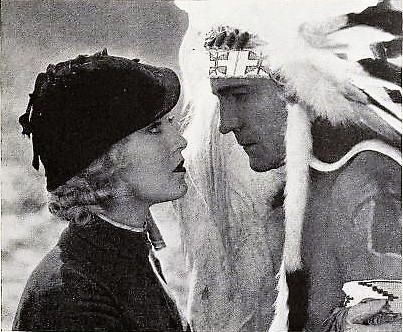

## Биография
Сью Кингсли родилась в городе Сомервилл (штат Массачусетс, США). Её родители развелись практически сразу после рождения дочери, и девочка, оставшаяся с матерью — актрисой варьете, выросла за кулисами музыкального театра. Свою первую работу — эпизодическую роль в кордебалете, она получила в 16 лет в бродвейском мюзикле «Whoopee!» (≈ рус. Гулянка!, 1929 год). Продюсером шоу выступил Флоренз Зигфелд, а продюсером кинофильма снятого на основе постановки — Сэмюэл Голдвин. Успех был обеспечен участием целой команды популярных в то время актёров: Эдди Кантора, Вирджинии Брюс, Полетт Годдар, Энн Сотерн и других. На юную танцовщицу также обратили внимание и она за 1931 год снялась почти в 10 лентах различных студий, но в ролях второго плана.

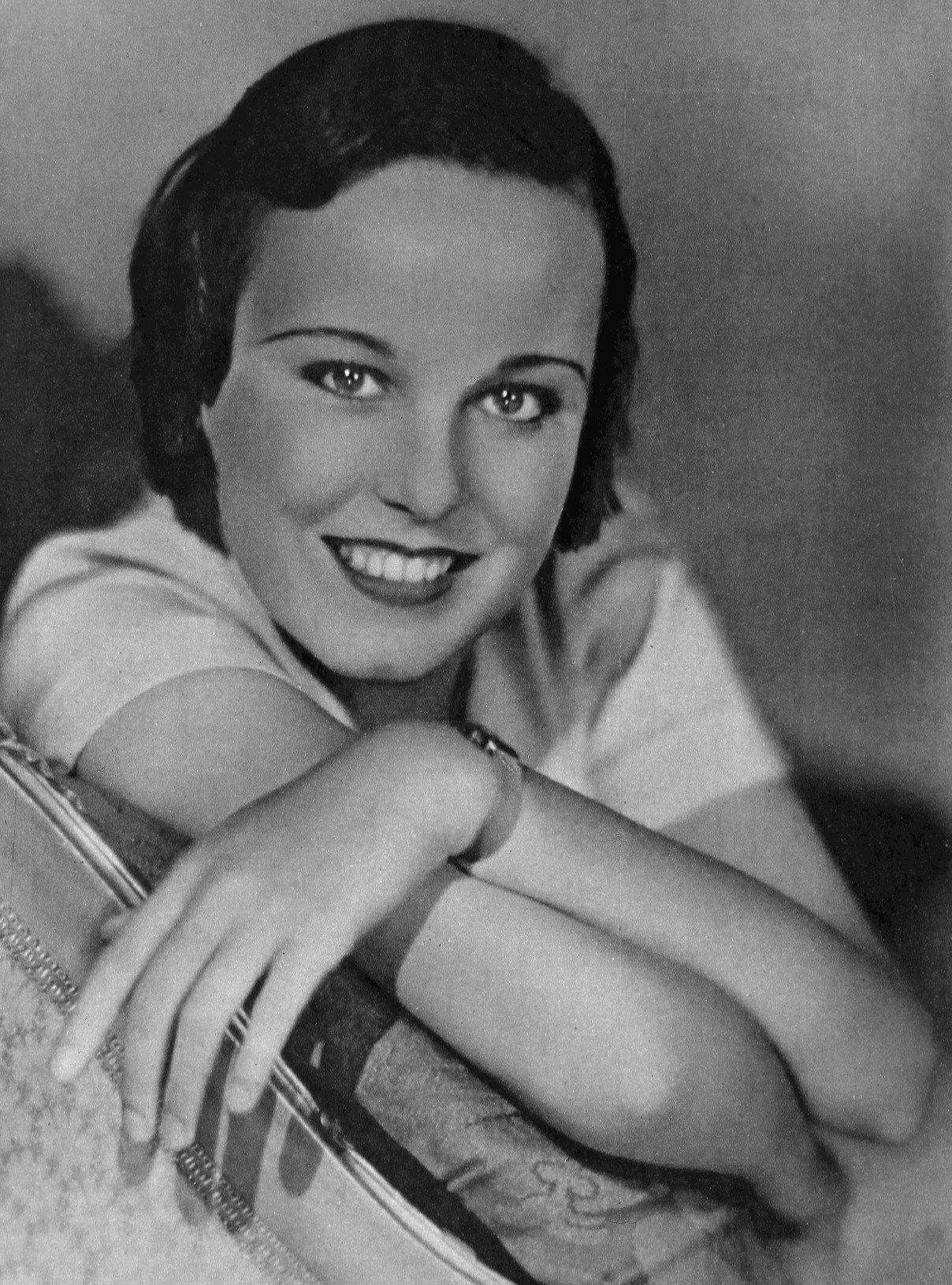

В 1932 году Барбара Викс стала одной из участниц финала WAMPAS Baby Stars — рекламного шоу в поддержку молодых, перспективных актрис.
В 1932 году Флоренз Зигфелд скончался. Его компаньон, не молодой уже мужчина Сэмюэл Голдвин обратил пристальное внимание на Барбару, достигшую к тому времени совершеннолетия. С её слов, он пытался добиться с ней интимной близости и, получив отказ, «продал» её в Columbia Pictures. Всемогущий президент этой студии Гарри Кон также предпринял попытки сексуальных домогательств, желаемого не добился и отправил девушку сниматься в вестерны категории B, полагая это за наказание. Однако Барбаре Викс это неожиданно понравилось за весёлые взаимоотношения в группе и работу на свежем воздухе. Кроме того, она с юности имела навыки верховой езды, и сцены на лошадях не представляли для неё сложности. В 1932 году она снимается в нескольких достаточно популярных «ковбойских» картинах: «Всадник на закате» (англ. Sundown Rider), «Запретная тропа» (англ. Forbidden Trail) и «Белый орёл» (англ. White Eagle) с Баком Джонсом в главной роли. Последний из них достаточно подробно анализируется киноведческими источниками, так как кроме традиционного динамичного сюжета он содержит и социальную проблему: любовь мужчины-индейца Банноков (Джонс) и белой женщины (Викс).
На протяжении последующих двух лет актриса снимается в 12 фильмах различных жанров и практически на три года исчезает с экранов. В 1936 году она знакомится с лётчиком-испытателем Льюисом Паркером. Мужчина просит её оставить профессию, и она соглашается с этим на некоторое время. Однако, когда он в 1937 году по приказу был отправлен для прохождения службы за рубеж, Барбара снялась в трёх вестернах, ставших последними для неё в этом жанре: «Правосудие одиночки» (англ. One Man Justice), «Грубый шериф» (англ. Two-Fisted Sheriff) и «Старая тропа в Вайоминг» (англ. Old Wyoming Trail). Во всех из них её партнёром выступал Чарльз Старретт. На следующий год из командировки возвращается Льюис Паркер, пара сочетается браком в Юме (штат Аризона), и актриса надолго покидает кинематограф. Трагедия настигает актрису в 1945 году, когда в самом конце войны самолёт Паркера, совершавший боевой вылет, бесследно исчезает над водами Средиземного моря.
Барбара Викс переезжает в Нью-Йорк и увлекается моделированием одежды. Там она знакомится с предпринимателем Вильямом Коксом и выходит за него замуж. В 1950 году у неё рождается единственный ребёнок, мальчик — Скайлер Джон Уинг. Супруг достаточно скоро оставляет семью, Барбара уезжает в Лас-Вегас, где сначала на скромную зарплату секретаря, а позже на пенсионные накопления доживает до своей смерти — 24 июня 2003 года.

## Избранная фильмография
- Gun Girls (1957) — Teddy’s Mother
- The Violent Years (1956) — Jane Parkins
- Dad Rudd, M.P. (1940) — Sybil Vane (в титрах: Barbara Weekes)
- The Old Wyoming Trail (1937) — Elsie Halliday
- One Man Justice (1937) — Mary Crockett
- Two-Fisted Sheriff (1937) — Molly Herrick
- When Strangers Meet (1934) — Elaine
- She Was a Lady (1934) — Moira
- Теперь я скажу (1934) Now I’ll Tell — Wynne
- Woman Unafraid (1934) — Mary
- Школа для девушек (1934) School for Girls — Nell Davis
- The Crosby Case (1934) — Nora
- The Quitter (1934) — Diana Winthrop
- Моя слабость (1933) My Weakness — Lois Crowley
- Rusty Rides Alone (1933) — Mollie Martin
- Soldiers of the Storm (1933) — Spanish waitress
- State Trooper (1933) — Estelle
- Olsen’s Big Moment (1933) — Jane Van Allen
- Sundown Rider (1932) — Molly McCall
- Forbidden Trail (1932) — Mary Middleton
- Deception (1932) — Joan Allen
- Белый орел (1932) White Eagle — Janet Rand
- The Night Mayor (1932) — Nutsy
- By Whose Hand? (1932) — Alice
- Hell’s Headquarters (1932) — Diane Cameron
- Devil’s Lottery (1932) — Joan Mather
- Stepping Sisters (1932) — Norma Ramsey
- Discarded Lovers (1932) — Valerie Christine
- Мужчины в её жизни (1931) Men in Her Life — Miss Mulholland
- Цветущие дни (1931) Palmy Days — Joan Clark